# Niklas Engvall
Nils Niklas Engvall, född 15 november 1969 i Eskilstuna, är en svensk konstnär, dekormålare och scenograf.
Engvall studerade fotografins filosofi vid Karlstads Universitet 2008-2009, fri konst vid Umeå Universitet 1996-2001, skapande musik vid Umeå Universitet 1999, Kulturkritik vid millennieskiftet vid Umeå Universitet 1999.
Han har ställt ut på Galleri Bergman i Karlstad, Ebelingmuseet i Torshälla, Arvika Konsthall, Eskilstuna konstmuseum, SIM gallery i Reykjavik, Rackstadmuseet och Kristinehamns konstmuseum. Tillsammans med Andreas Eriksson och Carl Magnus Thorén medverkade han i utställningen Tre malere på Bergens kunsthall i Norge.
Han har tilldelats Sörmlands läns kulturpris 1996, JC Kempes minnesfond 2001, Galleri Ahnlunds resestipendium 2001, Kungliga Skytteanska samfundet 2001, NIFCA 2002 och Statligt arbetsstipendium.
Hans konst består av måleri, foto, skalmodeller och rumsliga installationer.
Engvall är representerad vid Statens Konstråd, Västerbottens och Sörmlands läns landsting, Umeå kommun, Kungsbacka kommun, Eskilstuna kommun och Eskilstuna konstmuseum.